# Gomzé-Andoumont
Gomzé-Andoumont (en wallon Gomzé) est une section de la commune belge de Sprimont située en Région wallonne dans la province de Liège. C'était une commune à part entière avant la fusion des communes de 1977.

## Géographie

### Description
Le site de Gomzé se résume à un château, trois grandes fermes (dont une seule encore en activité) et un étang situés dans un vallon. Trois chantoirs y reçoivent les eaux de petits ruisseaux dont celui de la Froide Fontaine sortant du bois de la Heid des Chênes.
Le village d'Andoumont, le Thier des Forges (côte des Forges) et, au-dessus de cette côte, le quartier résidentiel des Hadrènes reprennent la grande majorité des habitations de cette ancienne commune.

## Évolution démographique
- Sources : INS, Rem. : 1831 jusqu'en 1970 = recensements, 1976 = nombre d'habitants au 31 décembre.

## Sports et vie associative

### Sports

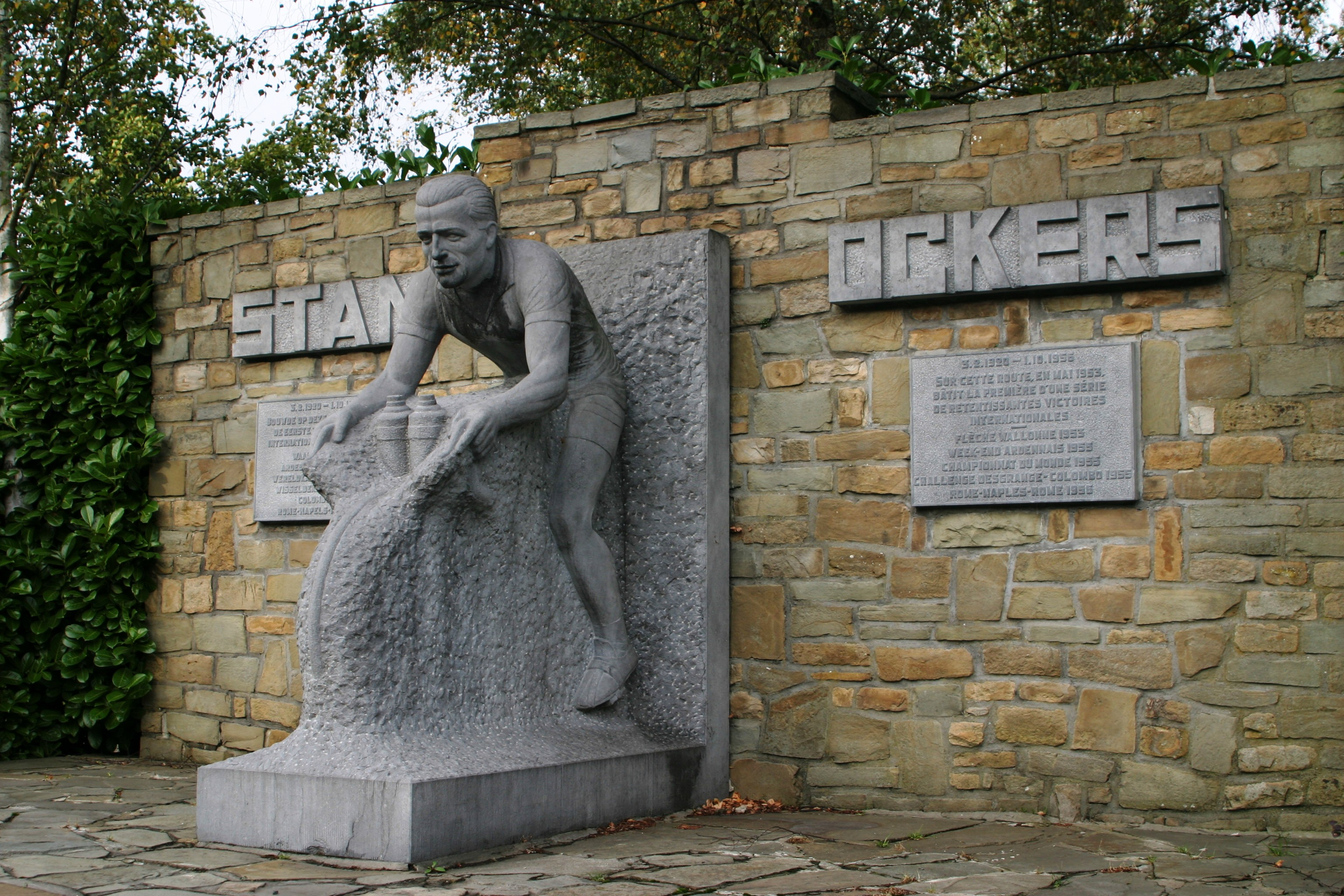
Côte des Forges monument commémoratif en l'honneur de Stan Ockers.

Gomzé possède un golf de 18 trous. La côte des Forges est une difficulté habituelle du Liège-Bastogne-Liège.